# Celama cymatias
Celama cymatias är en fjärilsart som beskrevs av Turner 1944. Celama cymatias ingår i släktet Celama och familjen trågspinnare. Inga underarter finns listade i Catalogue of Life.